# 杨-拉普拉斯公式
楊-拉普拉斯方程式是一非線性偏微分方程，用來計算兩靜態流體界間因表面張力或壁張力造成的毛細管壓力差，如水與空氣。楊-拉普拉斯方程式連結了此壓力差與表面形貌的關係，對靜態毛細管表面的研究很有幫助。此方程式描述了液體界面間正向壓力的平衡(界面厚度為零)。
{\displaystyle {\begin{aligned}\Delta p&=-\gamma \nabla \cdot {\hat {n}}\\&=2\gamma H\\&=\gamma \left({\frac {1}{R_{1}}}+{\frac {1}{R_{2}}}\right)\end{aligned}}}
{\displaystyle \Delta p}：界面間的壓力差、
γ：表面張力係數、
{\displaystyle {\hat {n}}}：往界面外的單位法向量、
{\displaystyle H}：平均曲率、
{\displaystyle R_{1}}與{\displaystyle R_{2}}：主要曲率半徑
在此只考慮正向壓力，因切線方向壓力存在會導致界面的不穩定。